# Franz Theodor Wirth
Franz Theodor Wirth (* 2. Oktober 1777 in Oedheim; † 20. November 1850 in Stuttgart) war ein württembergischer Verwaltungsjurist.

## Leben
Wirth wurde als Sohn des Ratsverwandten und Schultheißen Wirth in Oedheim geboren und studierte von 1797 bis 1800 Rechtswissenschaften an der Universität Würzburg. 1888 wurde er Assessor bei der Justizkanzlei der Reichsabtei Schöntal, 1804 Advokat beim Oberamt Horneck des Deutschen Ordens, 1806 Regierungsadvokat in Mergentheim. 1808 wurde er als Advokat in den württembergischen Dienst übernommen. Er wurde 1810 Amtmann und Amtsschreiber in Altdorf und 1816 Oberamtmann des Oberamts Ravensburg. Wegen seiner geringen Befähigung wurde er 1825 als Oberamtmann zum Oberamt Waiblingen versetzt, das weniger anspruchsvoll war. 1844 trat er in den Ruhestand.